# Klasterska hemija
U hemiji, kluster je grupa vezanih atoma koja je po veličini između molekula i čvrste mase. Klusteri se javljaju u raznim stehiometrijama i nuklearnostima. Na primer, atomi ugljenika i bora formiraju fulerenske i boranske klustere, respektivno. Prelazni metali i elementi glavnih grupa formiraju posebno robustne klastere.
Frazu klaster je skovao Koton tokom ranih 1960-tih radi označavanja jedinjenja koja sadrže metal–metal veze. Alternativna definicija klusterskog jedinjenja je: grupa dva ili više atoma metala među kojima postoji znatno direktno metal-metal vezivanje.